# Artéria sublingual
A artéria sublingual é uma artéria da cabeça.